# Agapetus dubitans
Agapetus dubitans là một loài Trichoptera trong họ Glossosomatidae. Chúng phân bố ở miền Cổ bắc.